# إقليم العيون
إقليم العيون هو إقليم في جهة العيون الساقية الحمراء، وعاصمته هي مدينة العيون. يحده من الشمال إقليم طرفاية، ومن الجنوب إقليم بوجدور، ومن الشرق إقليم السمارة، ومن الغرب المحيط الأطلسي، ويبلغ عدد سكان هذا الإقليم 096 238 نسمة، حسب الإحصاء العام للسكان والسكنى لسنة 2014.

## التقسيم الإداري
يتكون إقليم العيون من جماعتين حضريتين وثلاثة جماعات قروية:
|              | الجماعات الحضرية | عدد السكان (2014) | عدد الأسر (2014) |
| ------------ | ---------------- | ----------------- | ---------------- |
|              | العيون           | 732 217           | 049 48           |
|              | المرسى           | 917 17            | 4811             |
| الدائرة      | الجماعات القروية | عدد السكان (2014) | عدد الأسر (2014) |
| دائرة العيون | بوكراع           | 558               | 200              |
| دائرة العيون | الدشيرة          | 509               | 148              |
| دائرة العيون | فم الواد         | 1380              | 353              |

## الاقتصاد
يعتمد إقليم العيون بشكل أساسي على الصيد البحري، والسياحة، والمعادن. أما قطاع الفلاحة فيحتل مكانة هامشية في اقتصاد الإقليم، وذلك بفعل محدودية الموارد المائية وقلة الأراضي الخصبة، بحيث لا تتعدى المساحة المسقية 100 هكتار، مخصصة أساساً لإنتاج الكلأ وبعض الخضراوات. وتحتل تربية الماشية مكانة مهمة في الاقتصاد المحلي لسكان إقليم العيون، إذ تشكل أحد مصادر الدخل الرئيسية لجزء مهم من ساكنة الإقليم.